# Elmsburg

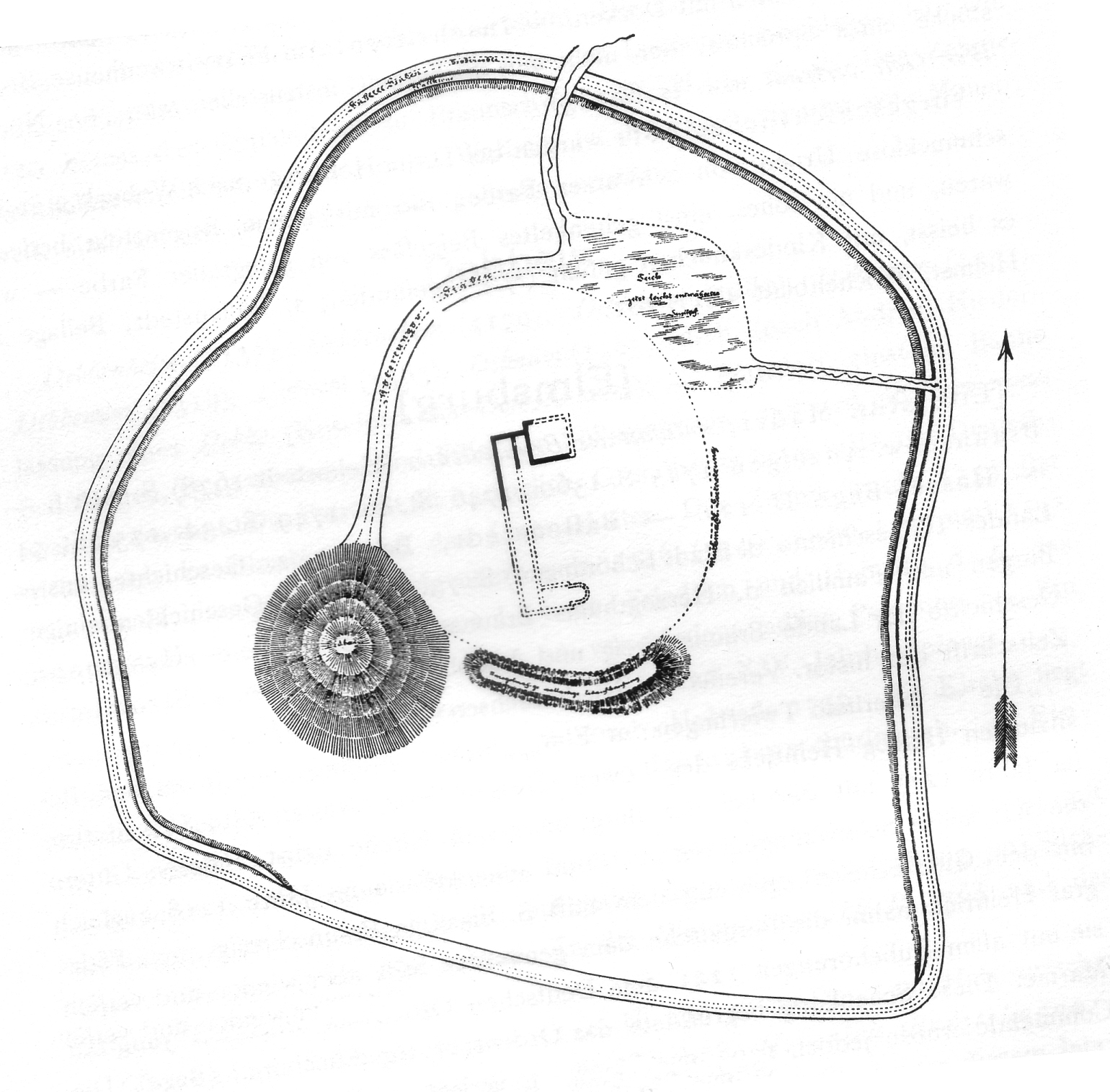
Lageplan der Elmsburg, 1896

Die Elmsburg war ab dem 11. Jahrhundert eine mittelalterliche Hangburg inmitten eines frühgeschichtlichen Ringwalls im Höhenzug Elm. Ihre Reste liegen im Schöninger Forst auf etwa 270 m Höhe oberhalb des Ortes Twieflingen im Landkreis Helmstedt. Von der im 16. Jahrhundert aufgegebenen Burg bestehen nur noch Fundamentteile, die bei Ausgrabungen im 20. Jahrhundert freigelegt wurden.

## Geschichte
Urkundlich ist über die Burganlage bekannt, dass Kaiser Otto IV. die darin befindliche Kirche 1213 dem Stift in der Scheverlingenburg von Walle vermachte. Da das Stift keinen Bestand hatte, schenkte der Kaiser beide Einrichtungen 1218 dem Stift St. Blasius in Braunschweig. 1221 übertrug Pfalzgraf Heinrich die Burg dem Deutschen Ritterorden, der hier eine Kommende einrichtete. Unter Herzog Otto dem Kind wurde die Ordensanlage um 1240 um Wald sowie Grund und Boden erweitert. Der Besitz der Kommende wuchs weiter und 1264 wurde sie vermutlich wegen der räumlichen Enge nach Lucklum verlegt, wo die Deutschordenskommende Lucklum entstand. In der Elmsburg verblieb bis 1318 noch eine kleine Hauskommende mit eigenem Komtur. 1364 wurde die Elmsburg letztmals als Ordensburg erwähnt, bevor sie an die adlige Familie von Ampleben und später an bürgerliche Familien verlehnt wurde. Der Verfall der Elmsburg setzte nach einem Großbrand von 1572 ein, so dass sie aufgegeben wurde. In der Folge wurden die Steine der Anlage abgefahren zwecks Verbesserung von Forstwegen und zum Gebäudebau in Twieflingen.

## Beschreibung
Die Elmsburg liegt innerhalb eines 270–300 m großen, ovalen Ringwalls mit vorgelagertem Graben aus vorgeschichtlicher Zeit. Der Wall wurde bei Ausgrabungen an mehreren Stellen untersucht. Er besteht aus Erde ohne einen Kern aus Steinen.
Die Erbauer der mittelalterliche Burganlage nutzen die Ringwallanlage als äußere Absicherung. Das mittelalterliche Burgareal besteht aus einem ovalen Bereich von 114–137 m Durchmesser, der durch einen Wall im Süden, einen Graben im Nordwesten und einem Steilhang im Nordosten abgesichert ist. Bei den bisherigen Ausgrabungen wurden die Fundamente von drei Kirchenbauten aus unterschiedlichen Zeitstellungen freigelegt. Zunächst bestand um das Jahr 1000 eine quadratische Burgkapelle von 8 × 8 Meter mit einer halbrunden Apsis. Sie ist im 11. Jahrhundert zu einer 24 Meter langen und 8 Meter breiten romanischen Kirche mit einem Langhaus mit halbrunder Apsis und zwei Seitenflügel erweitert worden. Als Baumaterial wurde ein weicher, roter Keupersandstein aus einem nahe gelegenen Steinbruch verwendet. Darauf entstand zu Zeiten des Deutschen Ritterordens im 13. Jahrhundert weitgehend auf den alten Fundamenten ein neues Kirchengebäude aus Elmkalkstein. Im Kirchenboden fanden sich acht Gräber mit Skeletten. Auf dem Burggelände gibt es größere Erdlöcher, bei denen es sich um eingestürzte Keller früherer Gebäude handelt. Auch ein bei den Ausgrabungen wiederhergestellter Burgbrunnen ist vorhanden.
Nahe dem frühgeschichtlichen Wall an der Außenseite befinden sich 11 Hügelgräber der Aunjetitzer Kultur aus der Frühbronzezeit. Darin fand man Skelettreste von Kindern. Heute sind die historischen Stätten rund um die Elmsburg durch Hinweisschilder gekennzeichnet.

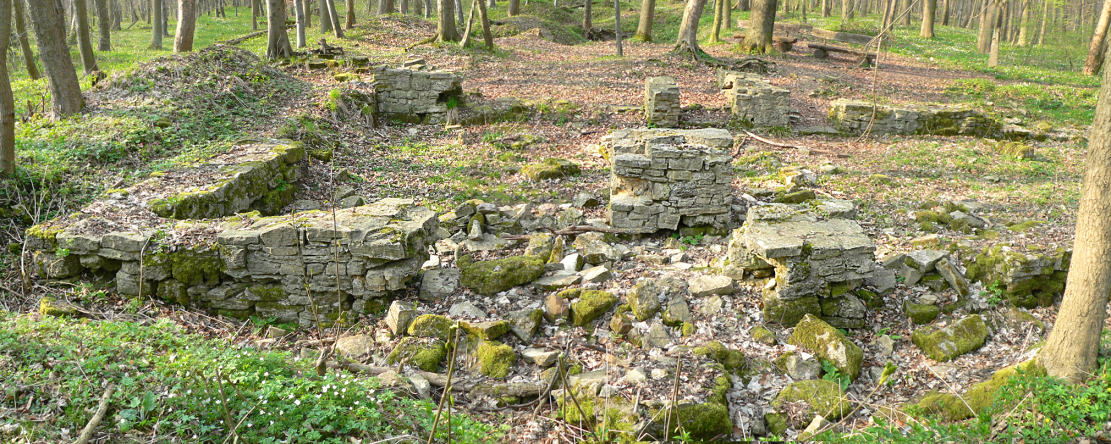
Fundamente des Kirchenbaus vor der Restaurierung, 2006
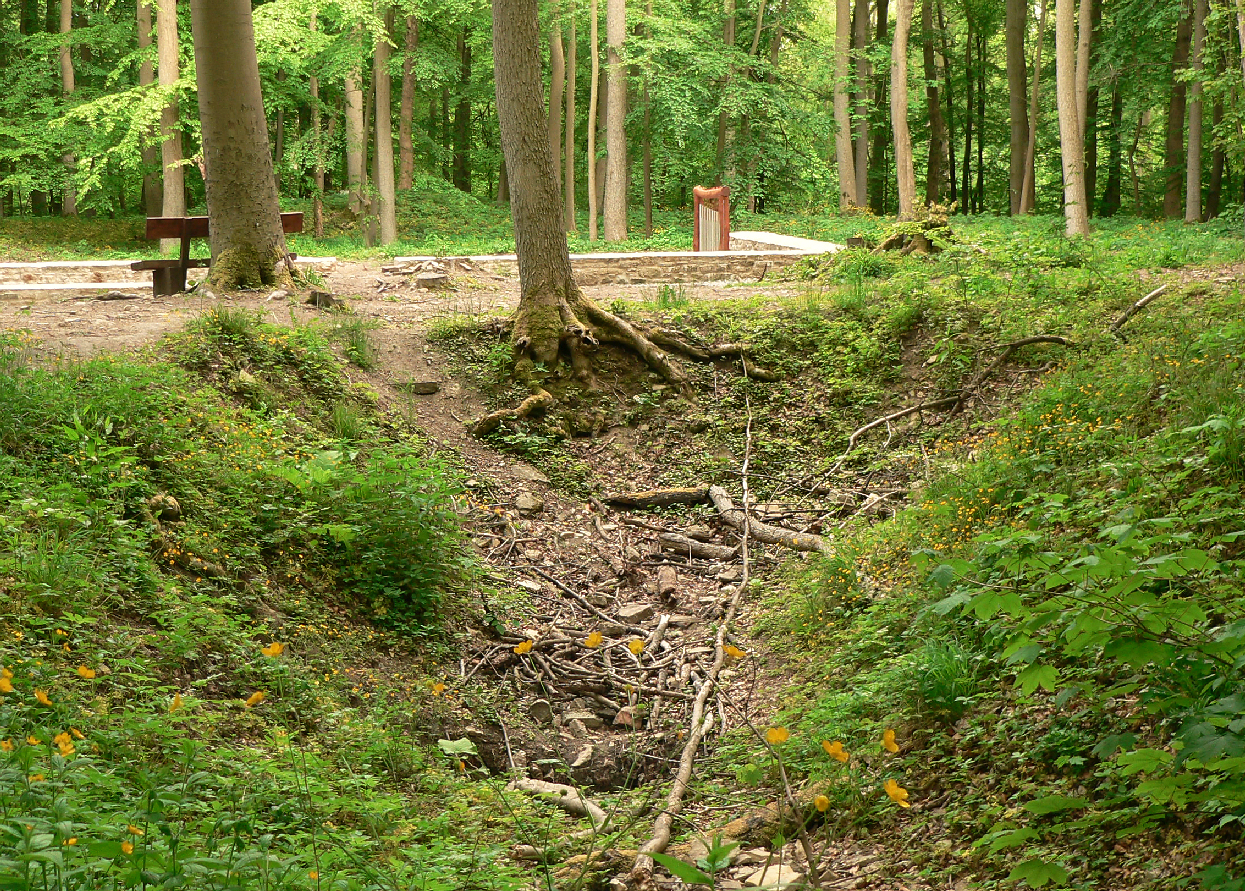
Erdloch eines eingefallener Kellers
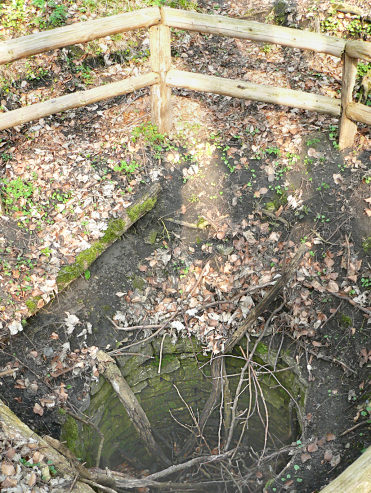
Burgbrunnen
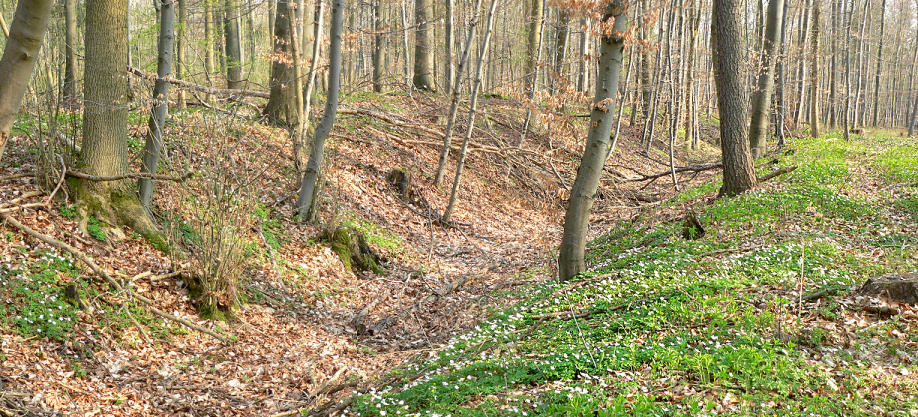
Äußerer frühgeschichtlicher Ringwall der Elmsburg
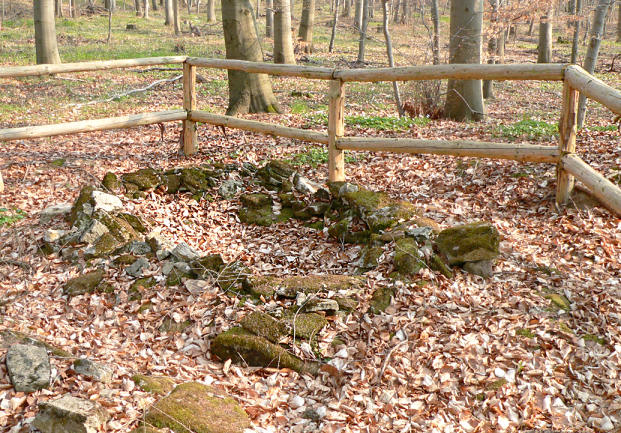
Offene Grabstelle auf einem Hügelgrab der Aunjetitzer Kultur

## Forschungsgeschichte
Die Reste der Elmsburg wurden bereits um 1840 von einem Förster vermessen. Er verglich die Anlage mit weiteren Burgen im Elm. Von 1959 bis 1962 kam es zu Ausgrabungen auf dem Burggelände. 2018 fand eine archäologische Nachgrabung statt, bei der der gesamte Kirchengrundriss freigelegt wurde. Anschließend wurde mit Fördermitteln des LEADER-Programms eine touristische Erschließung des Areals vorgenommen, um es der Bedeutung entsprechend erscheinen zu lassen. Dazu gehörte das Aufstellen von Informationstafeln und die Anlage eines Rundwegs. Bei einer Teilrekonstruktion der Kirche wurden die Grundmauern bis zu 90 cm aufgemauert. Weitere Maßnahmen waren eine Rekonstruktion des Altars sowie die Aufstellung von hölzernen Bänken und eines Klangobjektes im früheren Kirchenraum.

## Weitere Elm-Burgen
Auf dem bewaldeten Höhenrücken des Elm sind an verschiedenen Stellen weitere mittelalterliche Burgstandorte nachgewiesen:
- Bei der früheren Siedlung Langeleben hat sich auf einem durch Gräben geschützten Hügel die Giebelmauer einer alten Wasserburg erhalten
- Die Reitlingsbefestigungen als vorgeschichtliche Ringwälle im Reitlingstal. Als Plateau im Inneren der "Krimmelburg" gibt es eine mittelalterliche Burgstelle
- Burg Warburg war eine hochmittelalterliche Turmhügelburg eines Adelsgeschlechts am Osthang des Elms. Der Überlieferung zufolge wurde sie im Jahre 1200  erstürmt und gewaltsam zerstört, was archäologische Untersuchungen in den 1960er Jahren bestätigten
- Wasserburg des Deutschritterordens am Großen Teich im Reitlingstal, später Vorwerk, keine Überreste, heute Weide- und Bauernhof